# Jugosławia na Letnich Igrzyskach Olimpijskich 1948
Jugosławię na Letnich Igrzyskach Olimpijskich 1948 reprezentowało 90 zawodników.

## Zdobyte medale
| Medal  | Zawodnik | Dyscyplina    | Konkurencja          |
| ------ | --- | ------------- | -------------------- |
| Srebro | Ivan Gubijan | Lekkoatletyka | rzut młotem mężczyzn |
| Srebro | Aleksandar Atanacković Stjepan Bobek Miroslav Brozović Željko Čajkovski Zlatko Čajkovski Zvonko Cimermančić Miodrag Jovanović Ljubomir Lovrić Prvoslav Mihajlović Rajko Mitić Franjo Šoštarić Branko Stanković Kosta Tomašević Franjo Velfl Bernard Vukas | Piłka nożna   | turniej mężczyzn     |